# Phytoecia annulipes
Phytoecia annulipes là một loài bọ cánh cứng trong họ Cerambycidae.